# ヒト等価用量
ヒト等価用量（ヒトとうかようりょう、英語: Human equivalent dose, 略語: HED）は、主に医薬品において試験動物の体表面積から、ヒトで同等の作用が発現する用量を算出する際に用いられる。最高血中濃度 (Cmax) や時間曲線下面積 (AUC) のデータがある場合はそれらを考慮し優先することもある。
| 動物種                  | 除数 |
| ----------------------- | ---- |
| マウス                  | 12.3 |
| ラット                  | 06.2 |
| モルモット (Guinea pig) | 04.6 |
| ウサギ                  | 03.1 |
| イヌ                    | 01.8 |
| サル                    | 03.1 |
| ※ヒト体重60kgを想定     |      |

計算式
HED = 動物用量(mg/kg) x (動物体重(kg) / ヒト体重(kg)) 0.33
{\displaystyle {\mbox{HED}}={\mbox{animal dose in mg/kg}}\left({\tfrac {\mbox{animal weight in kg}}{\mbox{human weight in kg}}}\right)^{0.33}}
例
体重30gのマウス10mg/kg用量から、体重60kgのHEDを算出
HED = 10 x (0.03 / 60) 0.33
HED = 0.814 mg/kg